# Macroramphosus
Macroramphosus – rodzaj morskich ryb z rodziny bekaśnikowatych (Macroramphosidae).

## Występowanie
Morskie wody przybrzeżne w tropikalnej i subtropikalnej strefie oceanów Atlantyckiego, Indyjskiego i Spokojnego.

## Klasyfikacja
Gatunki zaliczane do tego rodzaju:
- Macroramphosus gracilis – bekaśnik drobny[3]
- Macroramphosus scolopax – bekaśnik[4]

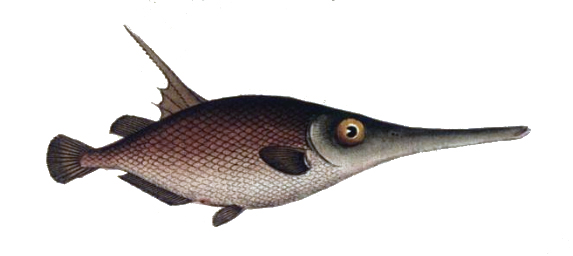
Macroramphosus scolopax